# Horní Babákov
Horní Babákov (německy Ober Babakow) je osada a část obce Holetín v okrese Chrudim. Nachází se asi 1,5 kilometru západně od Holetína. Horní Babákov leží v katastrálním území Holetín o výměře 6,26 km².

## Historie
První písemná zmínka o osadě pochází z roku 1789.

## Galerie

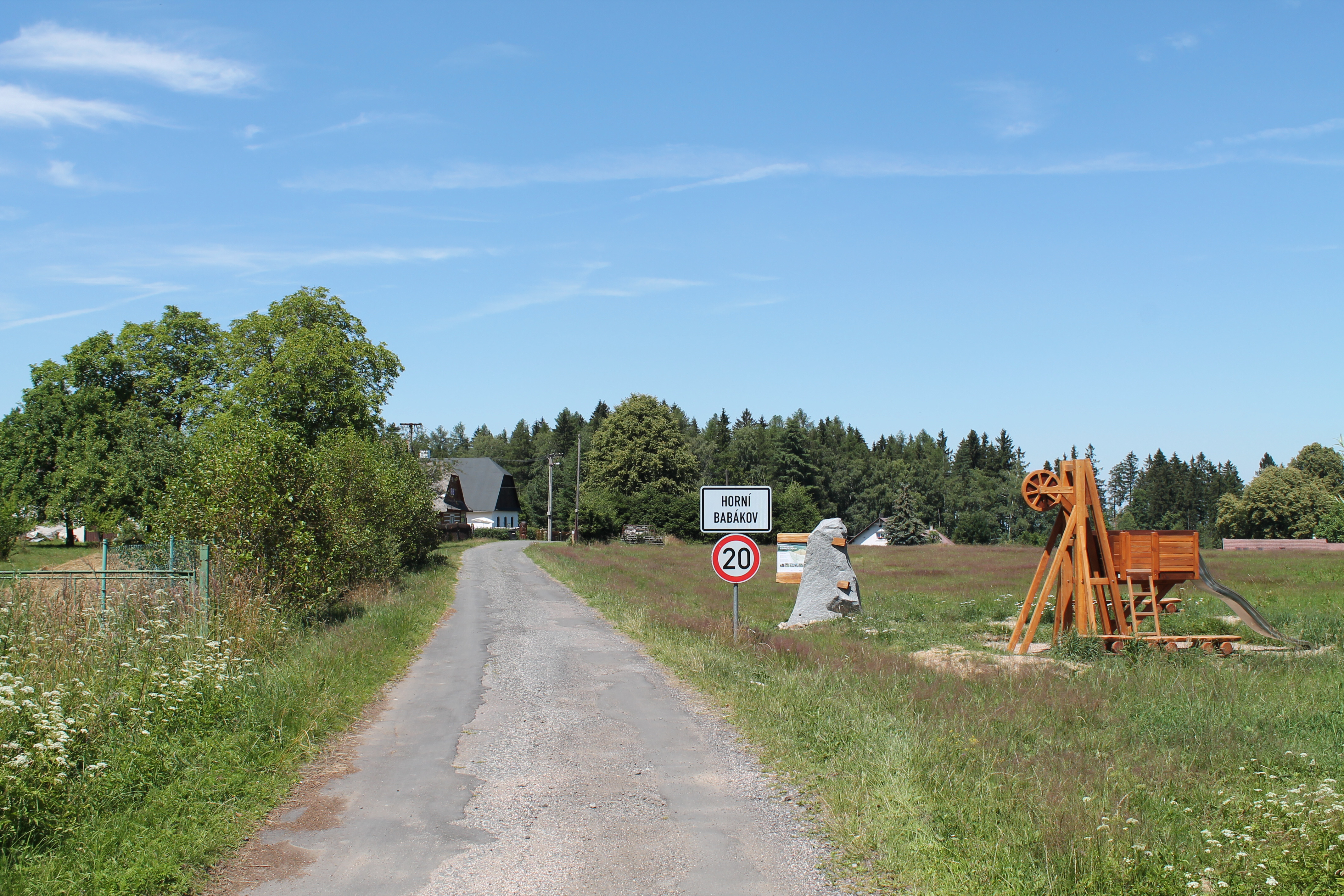
Příjezdová cesta
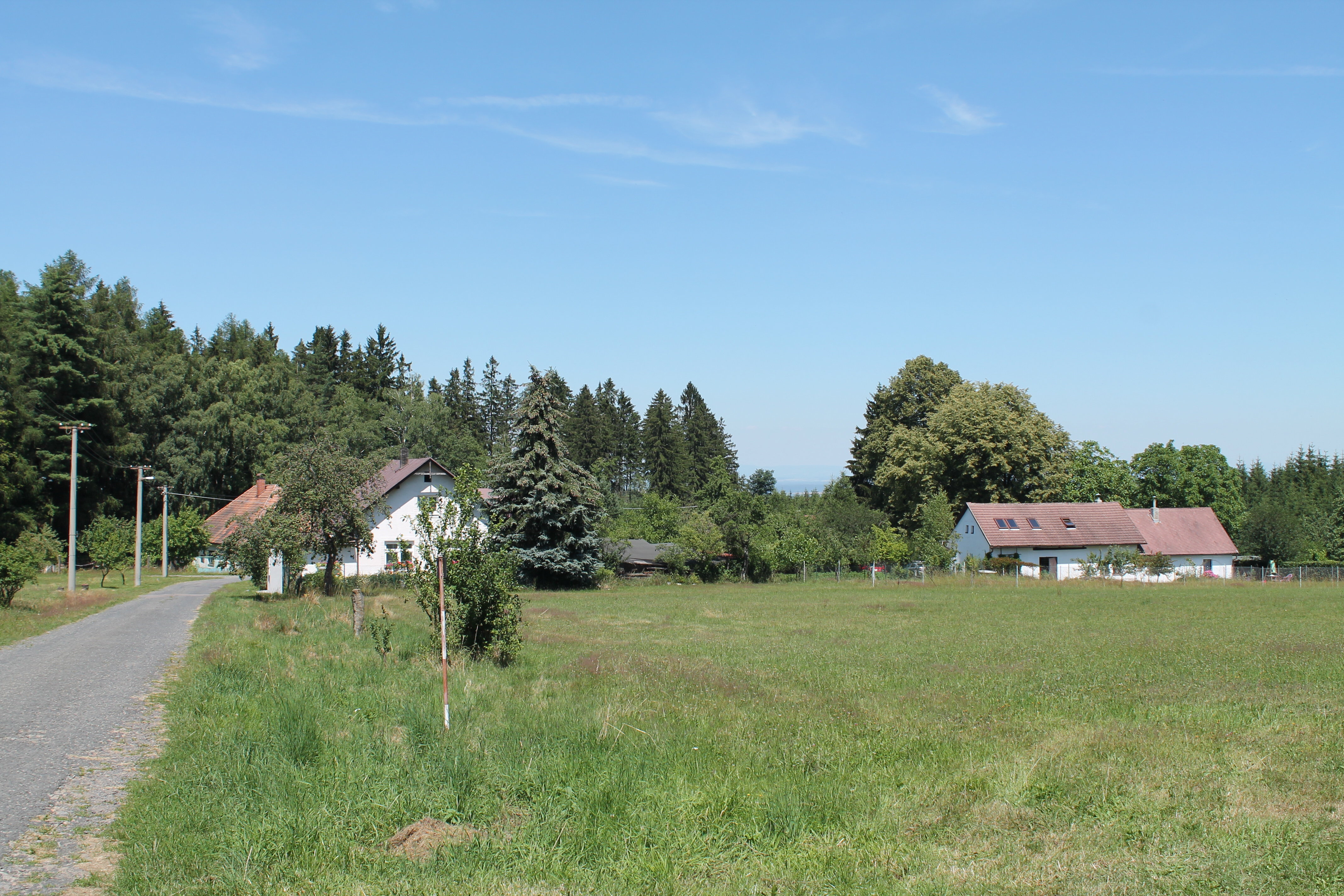
Severní část osady
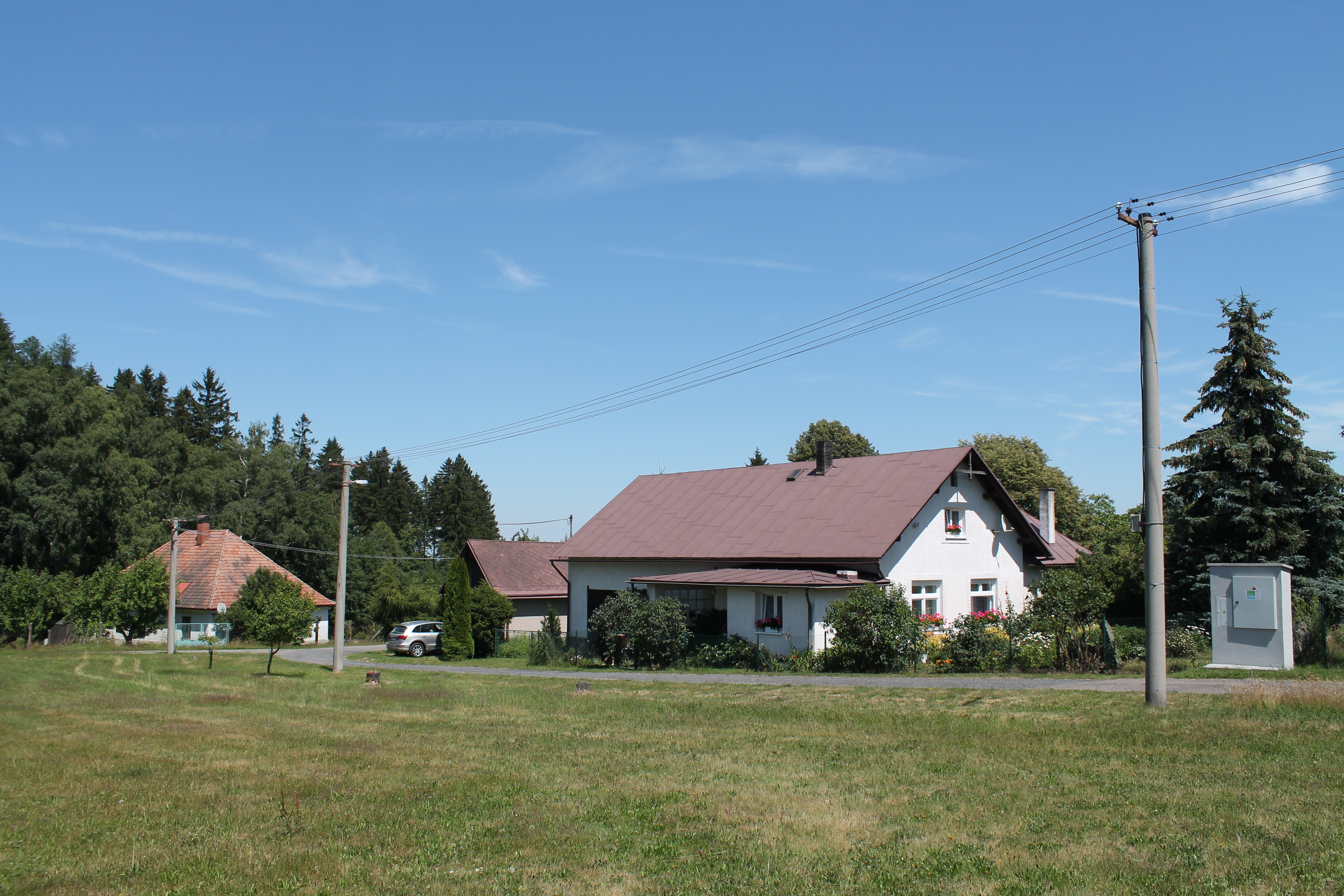
Severní část osady s domem čp. 5
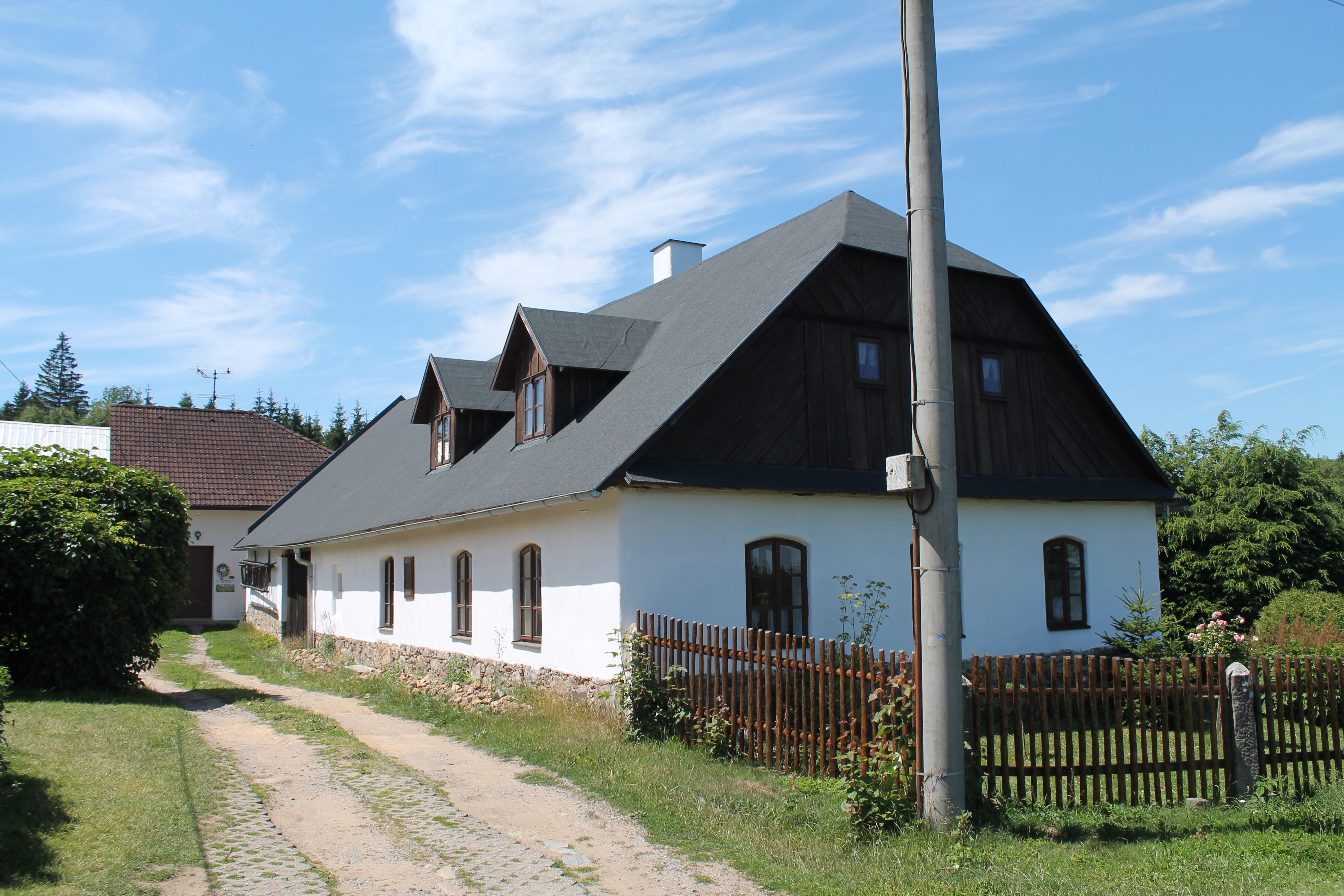
Dům čev. 4
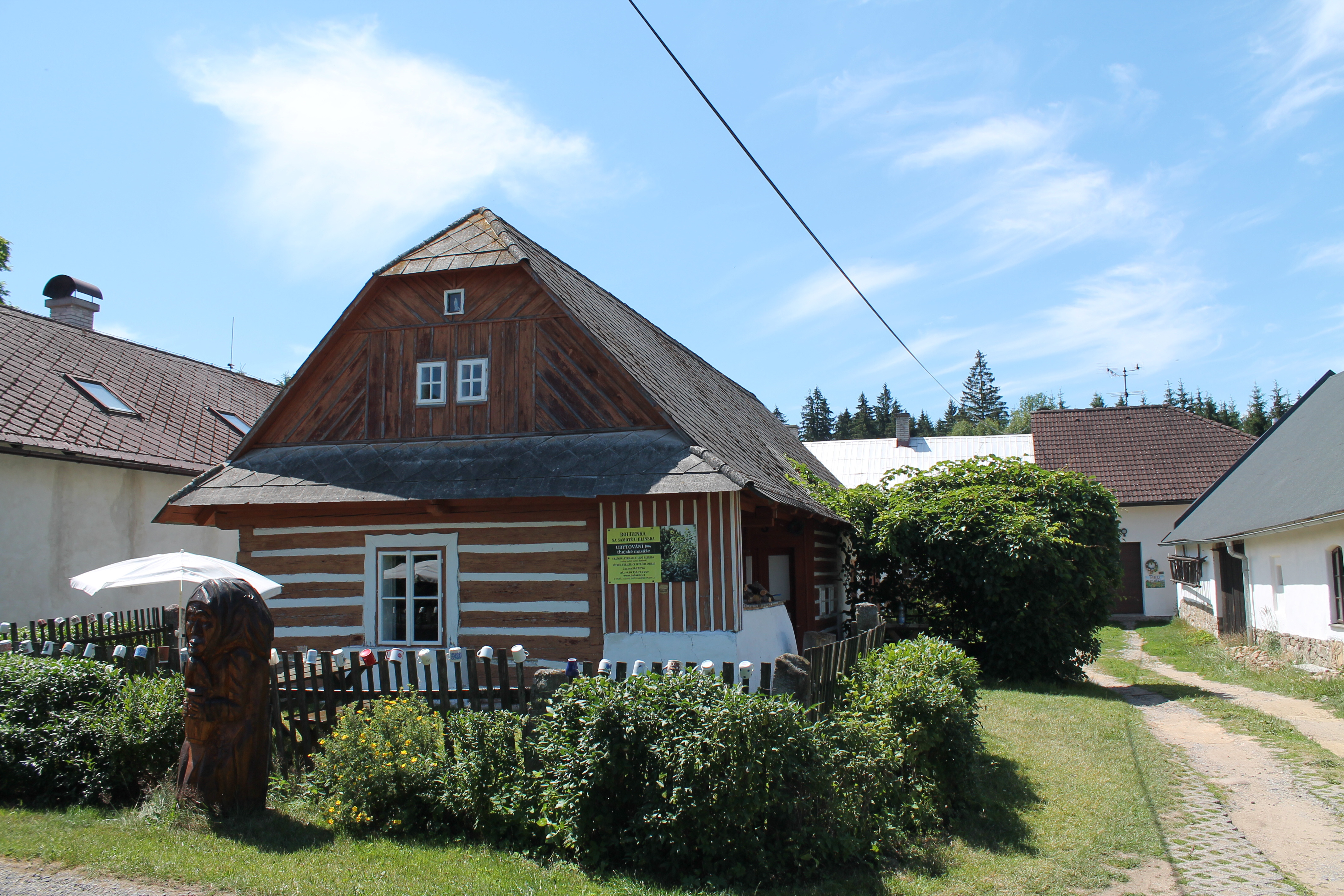
Roubenka čp.3

## Pamětihodnosti
- dům čev. 4